# Jambojet
Jambojet Limited est une compagnie aérienne à bas coûts basée au Kenya créée en 2013 et qui a lancé ses opérations en 2014. Elle est une filiale de Kenya Airways et son siège est à Nairobi, au Kenya.

## Histoire
En septembre 2013, Willem Alexander Hondius est nommé PDG de la compagnie. Le président du conseil d'administration est Ayisi Makatiani. Avant sa prise de fonction, Alexander Hondius était directeur général de KLM Royal Dutch Airlines pour la zone de l'Afrique de l'est. La compagnie aérienne prévoyait d'employer directement 24 employés, d'embaucher 20 pilotes de Kenya Airways et de recruter 30 membres d'équipage auprès de tiers.
Les opérations commencent le 1er avril 2014. Avec l'autorisation de l'autorité de l'aviation civile du Kenya, la compagnie lance des lignes au Burundi, aux Comores, en République démocratique du Congo, en Éthiopie, à Madagascar, à Mayotte, au Rwanda, en Somalie, au Soudan du Sud, en Tanzanie et en Ouganda.

## Situation économique

### Actionnaires
JamboJet est une filiale à 100 % de Kenya Airways. Son capital se compose de 5 000 actions d'une valeur nominale de 20 KSh (1 shilling kenyan vaut 0,007 5 € au 22 décembre 2020) chacune.

### Performances économiques
Les performances financières de Jambojet font partie intégrante des comptes du groupe Kenya Airways.   

## Destinations
Jambojet dessert 6 routes intérieures, ainsi que 2 destinations internationales en novembre 2019 :
| Comté   | Ville   | Aéroport                             | Remarques |
| ------- | ------- | ------------------------------------ | --------- |
| Kenya   | Malindi | Aéroport de Malindi                  | —         |
| Kenya   | Kisumu  | Aéroport international de Kisumu     | —         |
| Kenya   | Ukunda  | Aéroport d'Ukunda                    | —         |
| Kenya   | Mombasa | Aéroport international Moi           | —         |
| Kenya   | Nairobi | Aéroport international Jomo Kenyatta | Base      |
| Kenya   | Eldoret | Aéroport international d'Eldoret     | —         |
| Ouganda | Entebbe | Aéroport international d'Entebbe     | —         |
| Rwanda  | Kigali  | Aéroport international de Kigali     | —         |

## Flotte

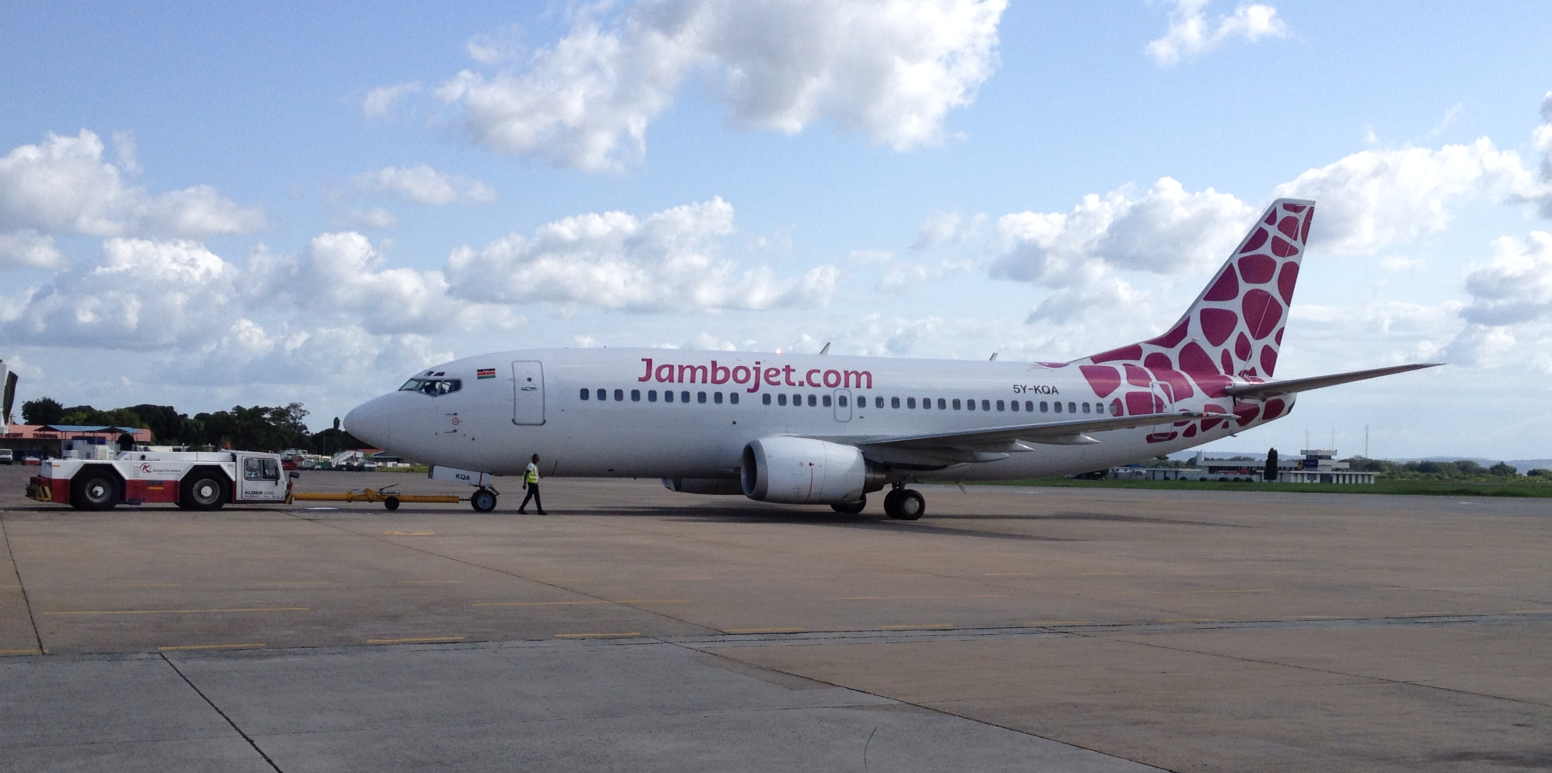
Un Jambojet Boeing 737-300 à l' aéroport de Mombasa en 2014

Au mois d'octobre 2019, la flotte de Jambojet comprend les avions suivants :

### Flotte historique
La société a précédemment exploité les types d'appareil suivants : 
- Boeing 737-300